# Trek Bicycle Corporation
Trek Bicycle Corporation mit Stammsitz in Waterloo (Wisconsin) ist ein US-amerikanischer, familiengeführter Fahrradhersteller.
Das Unternehmen vertreibt die Fahrradmarken Trek, LeMond, Diamant und electra sowie unter dem Logo Bontrager Fahrradkomponenten; das Unternehmen ist der größte Hersteller in den USA.
Die einstigen Marken Villiger und Gary Fisher werden von der Trek Bicycle Corp seit 2014 nicht mehr geführt.

## Geschichte

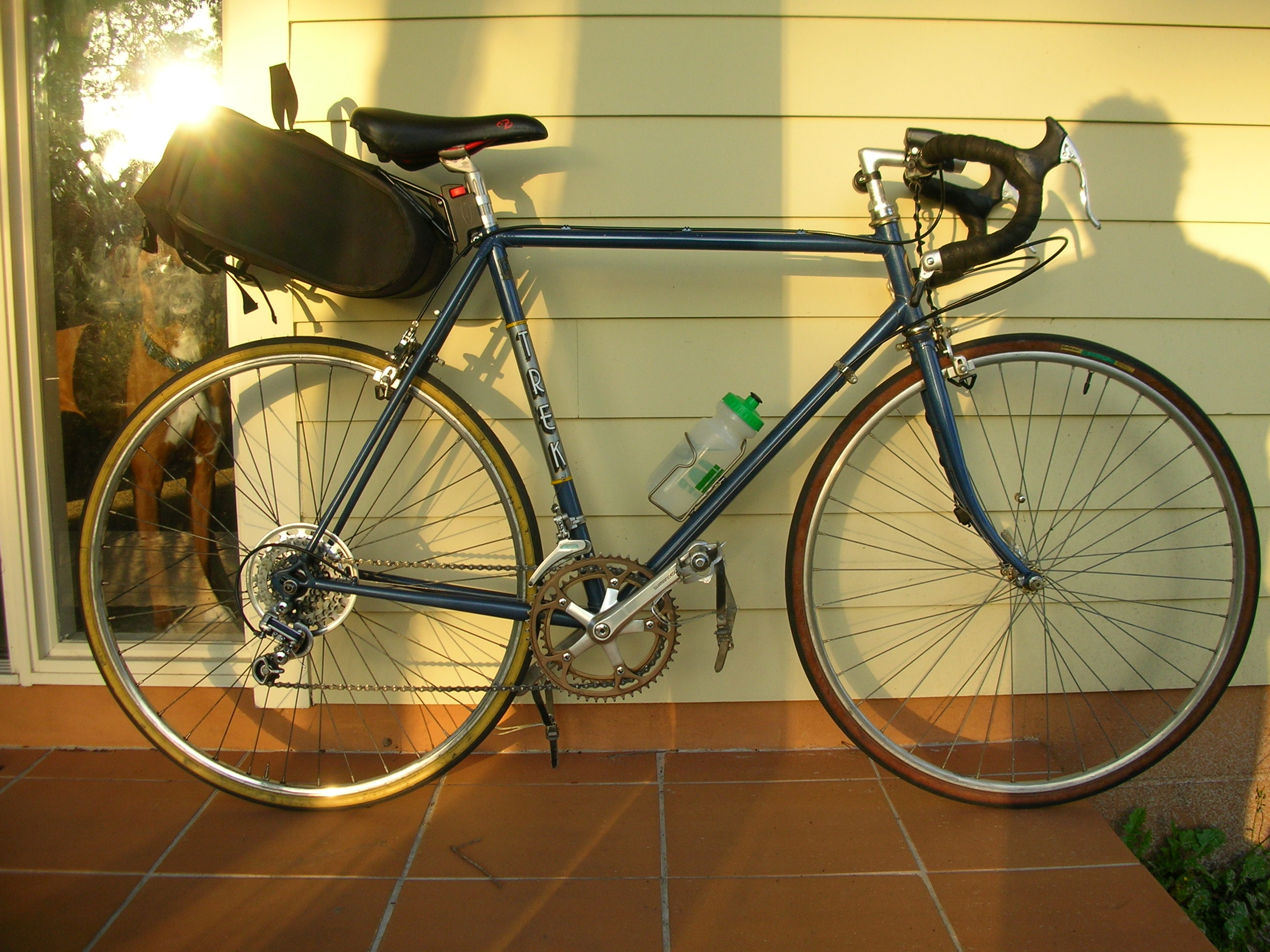
Trek-531-Fahrrad aus dem Jahr 1983

1976 wurde das Unternehmen mit fünf Mitarbeitern in einer Scheune in Waterloo (Wisconsin) in den USA gegründet. 1982 erfolgte die Produktion des ersten Rennrades, 1983 die Produktion des ersten Mountainbikes. Trek eröffnete 1989 die ersten außeramerikanischen Niederlassungen in Großbritannien und Deutschland und übernahm 1993 das Unternehmen Gary Fisher. Deren Inhaber Gary Fisher blieb im Unternehmen und war für die mit diesem Markennamen verkauften Räder verantwortlich. Trek übernahm 1995 die Fahrradhersteller Klein und den Teilelieferanten Bontrager und im Jahr 2003 die Fahrradsparte des Schweizer Traditionsunternehmens Villiger, zu der auch Diamant, das älteste deutsche Fahrradunternehmen, gehörte. 2014 kaufte Trek den 1993 gegründeten kalifornischen Fahrradhersteller electra.
Die Inhaberfamilie übertrug Lance Armstrong einen kleinen Anteil an ihrem Besitz. Dagegen versuchte Trek, den Armstrong- und Doping-Kritiker Greg LeMond mundtot zu machen und trennte sich von ihm als Sponsor. Trek machte keine Werbung mehr für Fahrräder der Marke LeMond.

## Produktion
Nachdem Trek in seinen Anfangsjahren in den USA produzierte und seine erste Fabrik in Wisconsin gebaut hatte, verlagerte das Unternehmen seine Produktion für günstigere und Mittelklasse-Räder nach Asien. Außer der Madone-6-Serie werden heute alle Räder in Taiwan oder der VR China produziert.

## Radsport-Sponsoring
Trek hat sich im Laufe der Jahre immer mehr als Sponsor im Radsport engagiert.
Sowohl im Mountainbikebereich als auch im Straßenradsport konnten insbesondere seit Mitte der 1990er Jahre bedeutende Siege auf Trek-Rädern eingefahren werden. CFK-Rahmen werden von Quest Composite für Trek produziert.

### Bedeutende Siege im MTB-Bereich
1996 gewann Paola Pezzo beim 1. olympischen Mountainbikerennen die Goldmedaille auf einem Gary Fisher ProCaliber. Im Jahr 2010 wurde Tracy Mosley vom Team Trek World Racing Weltmeisterin im Mountainbike-Downhill auf einem Trek Session 88.
2016 gewann Rachel Atherton die UCI-Downhill-Weltmeisterschaft auf einem Trek Session 9.9.
2020 gewann Reece Wilson die UCI-Downhill-Weltmeisterschaft in Leogang.

### Bedeutende Siege im Straßenradsport

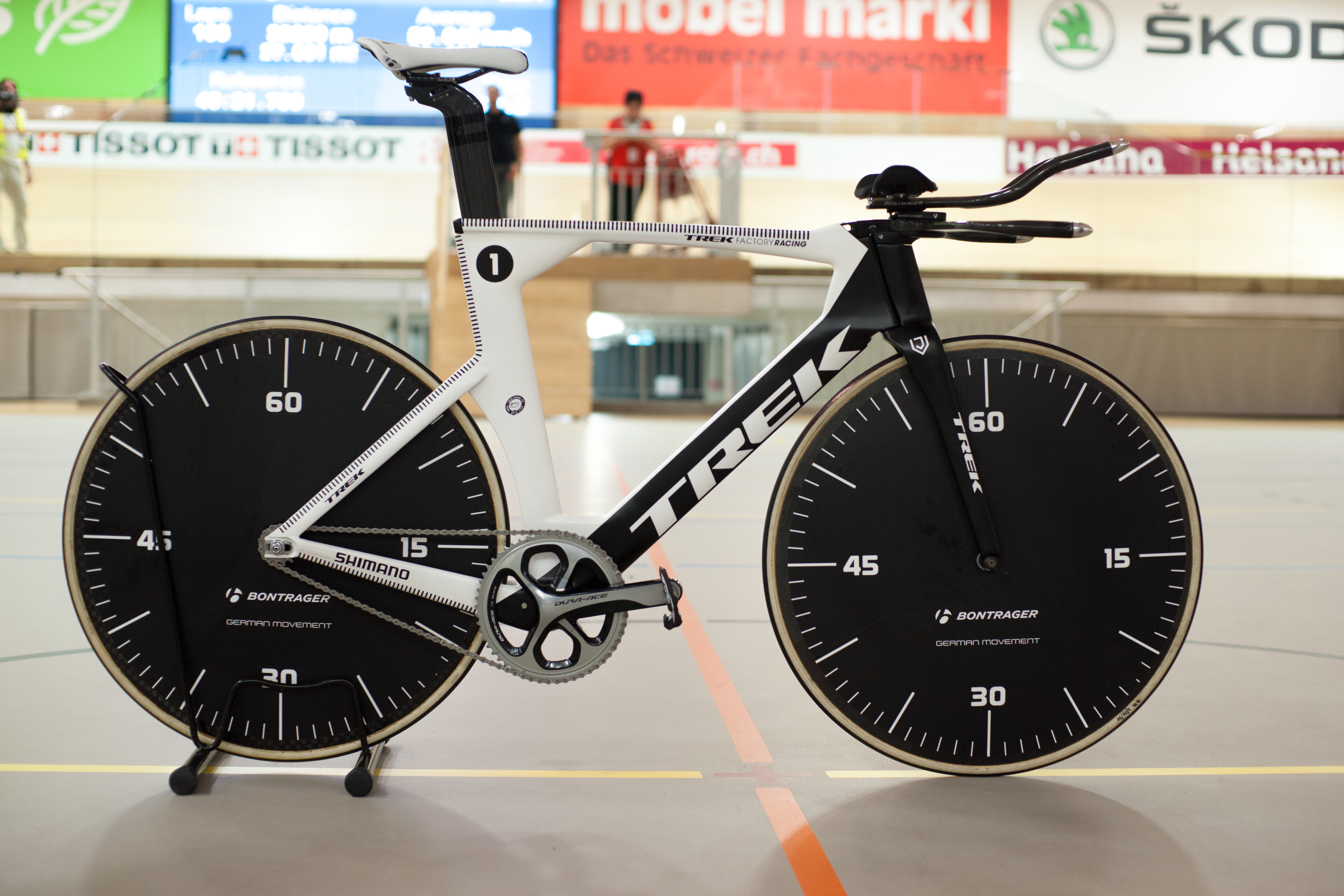
Trek-Fahrrad, mit dem Jens Voigt im Jahr 2014 den Stundenweltrekord aufstellte

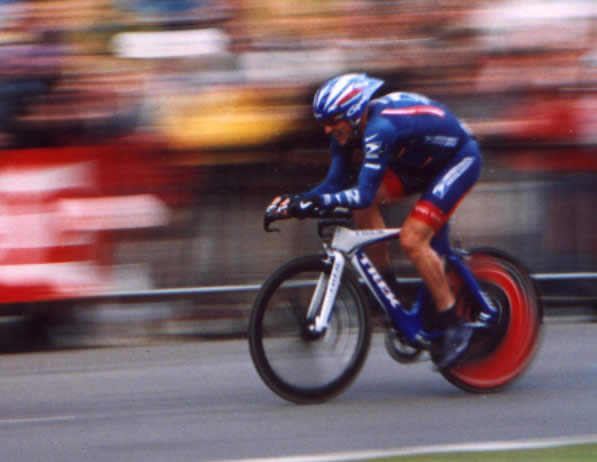
Lance Armstrong auf einem Trek TTX

Der erste Sieg auf einem Trek-Rad bei einer großen Rundfahrt wurde 1999 von Lance Armstrong gefeiert. Allerdings wurden ihm nach dem Nachweis von Doping alle Tour-de-France-Titel aberkannt. Somit fuhr der Spanier Alberto Contador die ersten Tour-Siege für Trek ein. So gewann er die Tour de France 2007 und 2009 sowie den Giro d’Italia und die Vuelta a España im Jahr 2008 auf Rädern der Trek-Madone-Serie. Namensgeber der Trek-Madone-Baureihe ist der Col de la Madone bei Nizza.
| Jahr | Rennen          | Radmodell       | Sieger           | Anmerkungen      |
| ---- | --------------- | --------------- | ---------------- | ---------------- |
| 1999 | Tour de France  | Trek 5500       | Lance Armstrong  | Titel annulliert |
| 2000 | Tour de France  | Trek 5900       | Lance Armstrong  | Titel annulliert |
| 2001 | Tour de France  | Trek 5900       | Lance Armstrong  | Titel annulliert |
| 2002 | Tour de France  | Trek 5900       | Lance Armstrong  | Titel annulliert |
| 2003 | Tour de France  | Trek 5900       | Lance Armstrong  | Titel annulliert |
| 2004 | Tour de France  | Madone 5.9 SL   | Lance Armstrong  | Titel annulliert |
| 2005 | Tour de France  | Madone 5.9 SSLx | Lance Armstrong  | Titel annulliert |
| 2007 | Tour de France  | Madone 5.2      | Alberto Contador |                  |
| 2008 | Giro d’Italia   | Madone 5.2      | Alberto Contador |                  |
| 2008 | Vuelta a España | Madone 5.2      | Alberto Contador |                  |
| 2009 | Tour de France  | Madone 6        | Alberto Contador |                  |

## Produkte

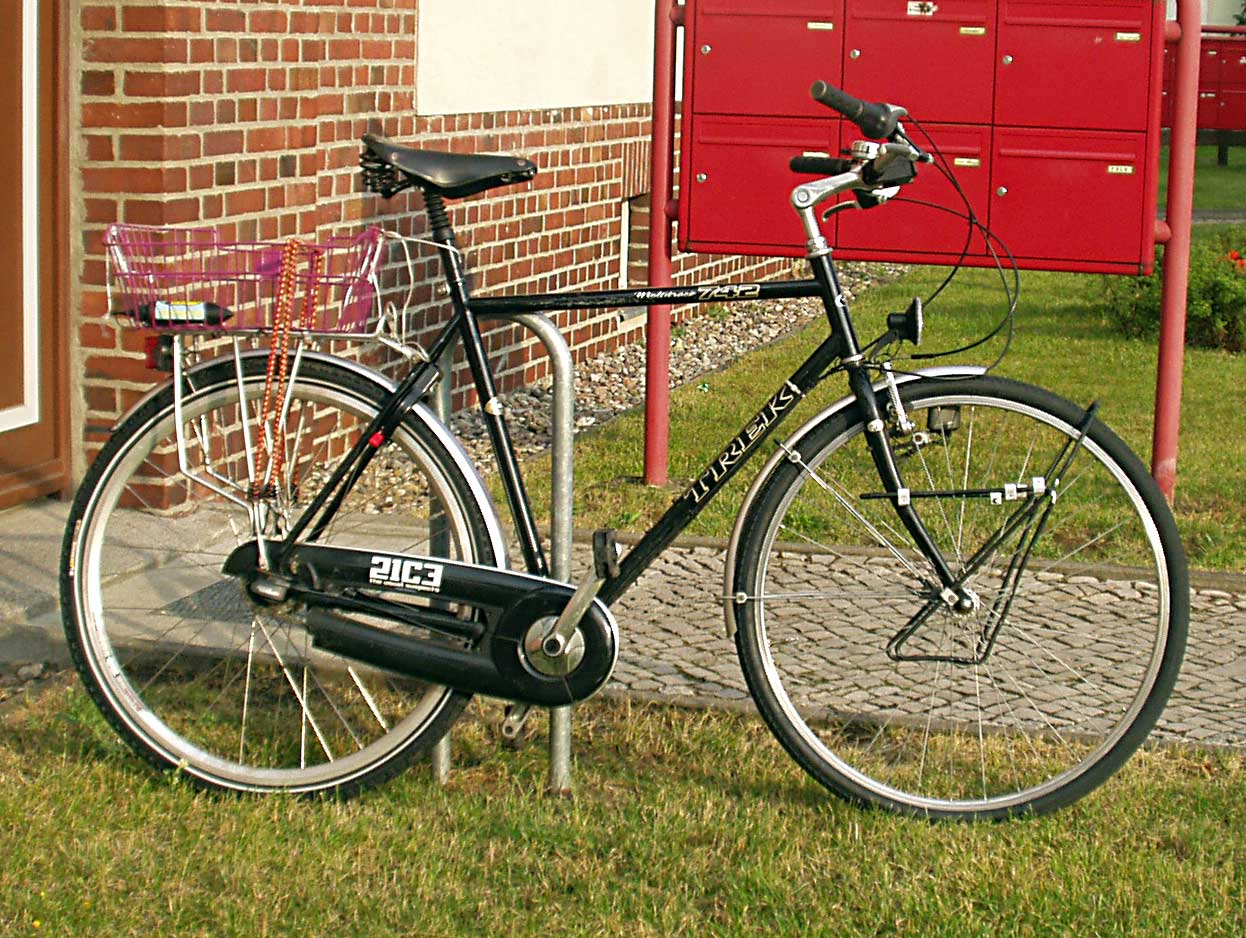
Tourenrad 742 von Trek

Fahrräder von Trek wie das Madone 6.9 und alle anderen vom Tour-de-France-Teilnehmer Lance Armstrong gefahrene Modelle der Trek-Madone-Serie werden bzw. wurden im Stammsitz des Unternehmens in Waterloo (Wisconsin) produziert. In der Anfangszeit war das Unternehmen auf Tourenräder spezialisiert, später kamen Rennräder, Mountainbikes und Trekkingräder hinzu.
Räder der Marke Diamant werden ausschließlich in Hartmannsdorf bei Chemnitz, Deutschland, hergestellt. Der Großteil der Trek-Mountainbikes und -Rennräder kommt aus Taiwan.

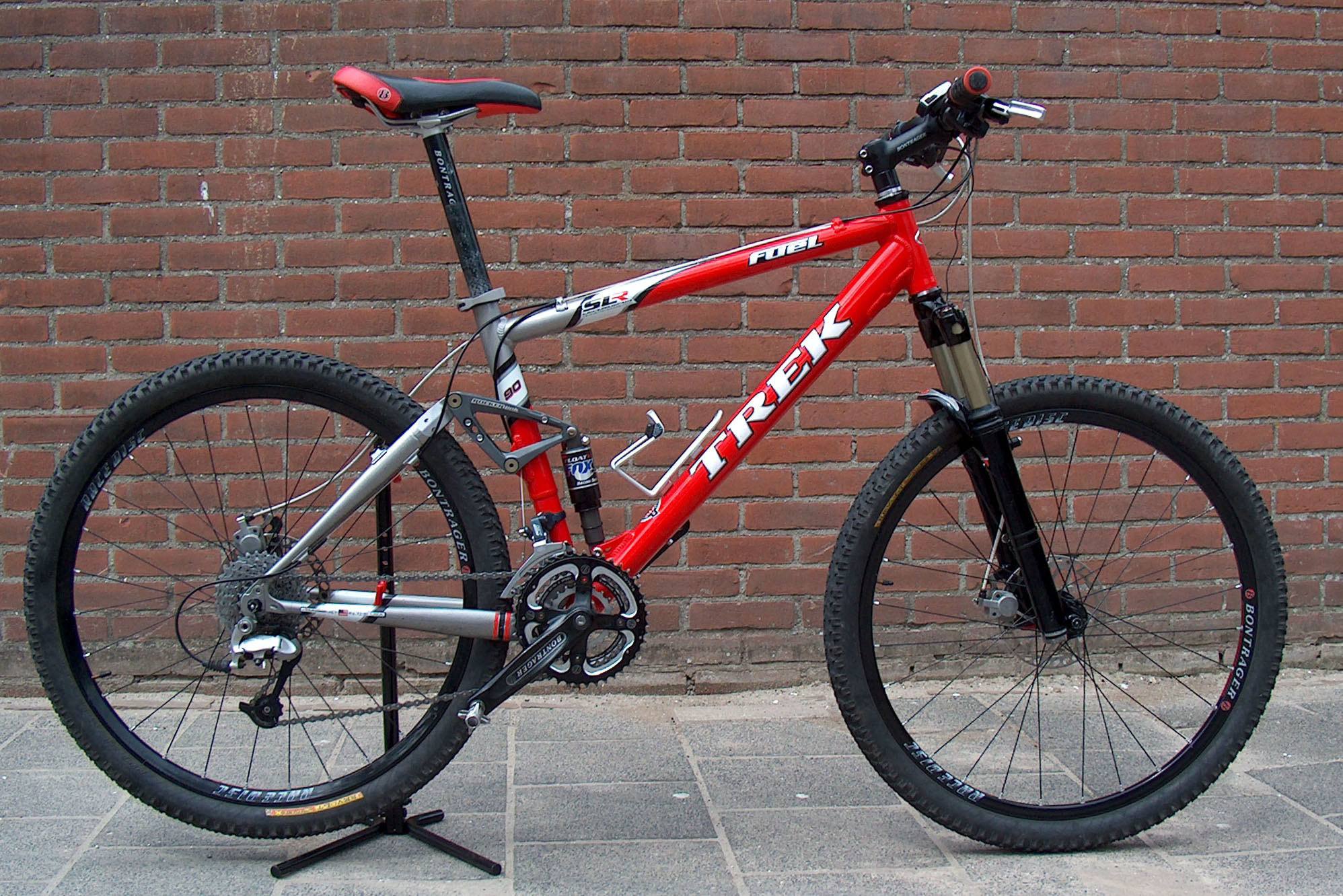
Trek Mountainbike

Als erster Hersteller weltweit startete Trek 1992 die Serienfertigung hochwertiger Carbonrahmen. Im Jahre 2000 brachte Trek unter der Bezeichnung WSD eine speziell auf die weibliche Anatomie abgestimmte Mountainbike-Serie auf den Markt.